# ロール＝サンティ・ダモロー

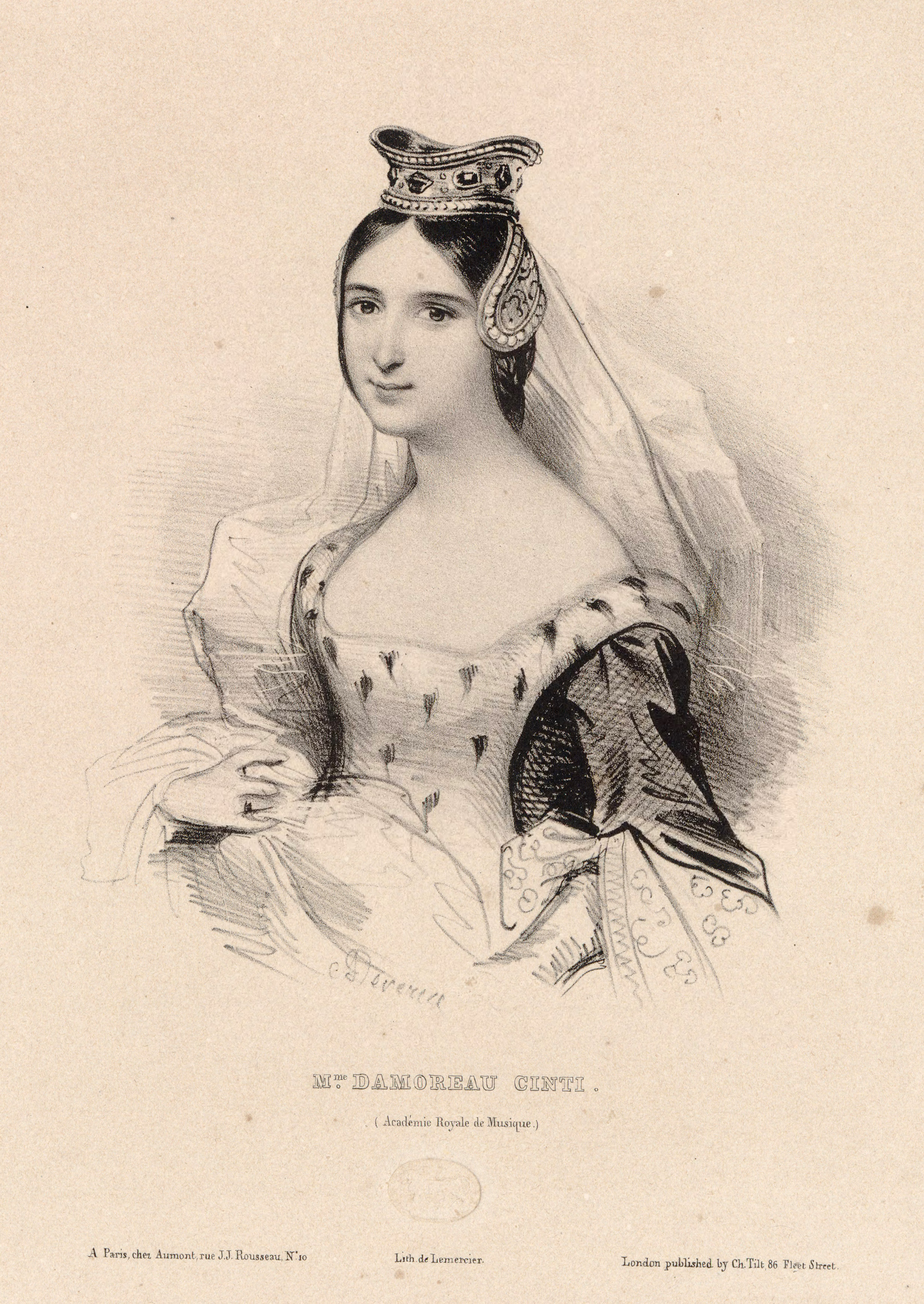
1820年頃のサンティ・ダモロー

ロール＝サンティ・ダモロー（フランス語: Laure Cinti-Damoreau、1801年2月6日 – 1863年2月25日）は、19世紀フランスのソプラノ歌手、特にロッシーニのオペラで活躍した。

## 教育からデビュー
ロール＝サンティ・モンタランとしてパリに生まれた彼女は、パリでアンリ・プランタード、テノール歌手マルコ・ボルドーニとソプラノ歌手アンジェリカ・カタラーニに師事した。彼女はミドルネームをイタリア語にして芸名を「チンティ」とし、パリのイタリア座と契約した。そこで彼女は1816年1月8日にビセンテ・マルティーン・イ・ソレルの『珍事』（Una cosa rara）でプロデビューを果たした。1818年にカタラーニの経営が破産すると、彼女はルーヴォワ劇場に設立された新たな劇団に雇われ、そこでの彼女の役柄にはケルビーノ、ロジーナなどがある。1822年、彼女はロンドンのキングズ劇場に出演した。作曲家ロッシーニに師事し、補完的に学んだ後、『イングランドの女王エリザベッタ』のパリ初演で歌い『ランスへの旅』ではフォルヴィル伯爵夫人の役を創唱した。

## キャリア
彼女は1825年にセバスチャン・ルブランの『ル・ロシニョール』（Le Rossignol）の慈善公演でパリ・オペラ座にデビューし、翌年には劇団の一員として契約した。パリ・オペラ座ではロッシーニのフランス語オペラ『モイーズとファラオン』、『コリントの包囲』、『オリー伯爵』、『ギヨーム・テル』の主演女優となり、オベールの『ポルティチの唖娘』やマイアベーアの『悪魔のロベール』の初演にも参加した。1836年にコルネリー・ファルコンという新しいスターが現れ、ファルコンに彼女のオペラ座での主導的地位を奪われるかもしれないと感じたとき、彼女はオペラ・コミック座に移籍した。そこでオベールのオペラ『女大使』と『黒いドミノ』（1837年12月2日）に出演した。その他にも、オベールの『アクテオン』（1836年1月23日）、『ザネッタ』（1840年5月18日）、アレヴィの『長官』（1839年9月2日）、アダンの『ペロンヌの薔薇』（1840年12月12日）などの初演で女性主役を創唱している。1841年にはオベールが新作オペラ『王冠のダイアモンド』の主役を彼女に託すという約束を破棄し、彼女はオペラ・コミック座を去り、代わりにオベールが熱をあげでいたアンナ・ティヨンに主役を譲った。その後も彼女は数年間コンサートで歌い続け、1844年にはアメリカ・ツアーも行った。

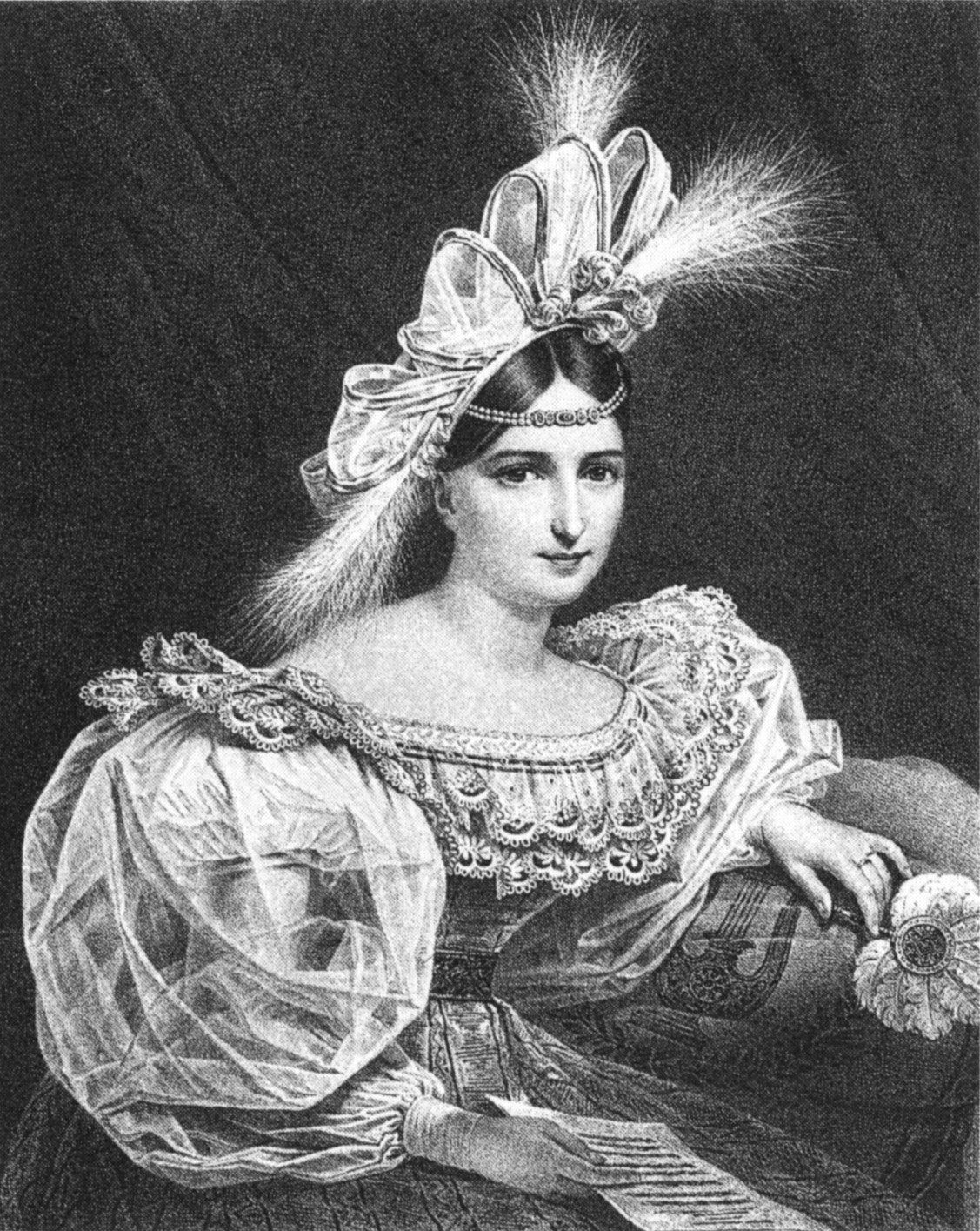
サンティ・ダモロー

彼女は1833年から1856年までパリ音楽院で教鞭をとり、1849年に『古典的ベル・カント技法』（Classic Bel Canto Technique）として今日でも入手可能な『歌唱法』（Méthode de chant）を出版した。彼女が歌った多くの役柄やアリアの重要な部分に彼女自身の装飾やカデンツァを楽譜に書き留めた注目すべき一連の〈ノートブック〉も作成した。これらのノートは現在リリー図書館(インディアナ大学)に保管されており、ベル・カント演奏の実践とロッシーニの研究の主要な情報源となっている。

## 私生活
彼女は1828年から1834年までテノール歌手のヴァンサン＝シャルル・ダモロー（1793年 - 1863年）と結婚し、後に図書館司書で作曲家のジャン＝バティスト・ヴェケルラン（Jean-Baptiste Weckerlin）とも結婚し、同じくソプラノ歌手の娘マリア・サンティ＝ダモローをもうけていた。
シャンティイーのコンデ公の城の近くに土地を購入したサンティ・ダモローは、そこで余生を過ごし、1863年 2月25日にそこで亡くなった。

## 歌唱と芸風
サンティ・ダモローの声はまさしくピアノのようだと讃えられ、その装飾技術は格調高く、変化に富んでいた。彼女はマイアベーア歌手といよりはロッシーニ歌手だった。コルネリー・ファルコンのように情感的なドラマティックな迫力に満ちた歌手ではなかったが、ファルコンが評判を落とすことを恐れて、オペラ座を離れなかったのとは対照的にサンティ・ダモローは自分の利点を十分に生かして他の劇場で成功を収めていった。
絶頂期のサンティ・ダモローの舞台を観たフレデリック・ショパンはその音楽性について「サンティ・ダモロー夫人の歌はこれ以上ないくらい素晴らしかった。私はマリア・マリブランより彼女の方が好きだ。マリブランは人を仰天させるが、サンティ・ダモローはうっとりさせる。彼女の半音階は有名なフルート奏者のテュロンよりも見事だ。これ以上完璧にトレーニングされた声はあり得ない」と絶賛した。常に的確な音程と際立ったアジリタのテクニックにより、サンティ・ダモローはイタリアのベル・カント技巧とフランス式朗唱法を兼ね備える女性歌手として評価された。
水谷彰良は「サンティ・ダモローとドリュ・グラの二人は、短い期間ではあるがフランス・オペラの中にベル・カントの花を咲かせたプリマ・ドンナだった。『ギヨーム・テル』、『ポルティチの唖娘』、『悪魔のロベール』、『ユグノー教徒』といった初期のグランド・オペラにベル・カントの装飾歌唱があるのも彼女たちがいればこそである」と評している。
ウォラックによれば「非常に済んだ明瞭で緻密な声を持ち、上手に装飾法を使いこなした。フェティスは〈優れた才能〉と絶賛したと言う。また、「同時代の多くの著名な歌手の中でも彼女はその歌唱様式の純正さ、正鵠を得た表現によって抜きん出ていた」とも言われる。さらに、声楽教師としてもすこぶる尊重されたと言われる。

## ギャラリー

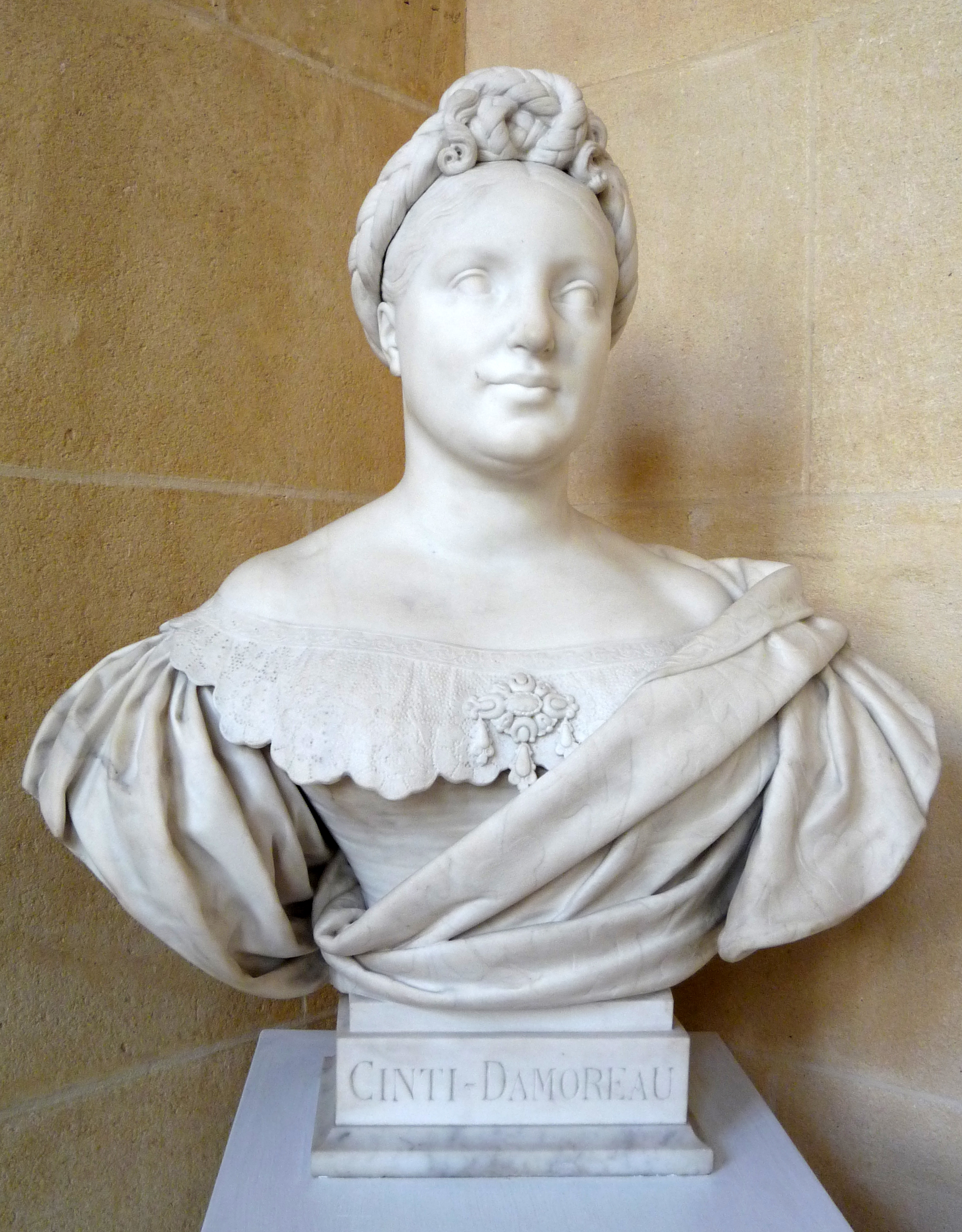
ルイ・デプレによる石像
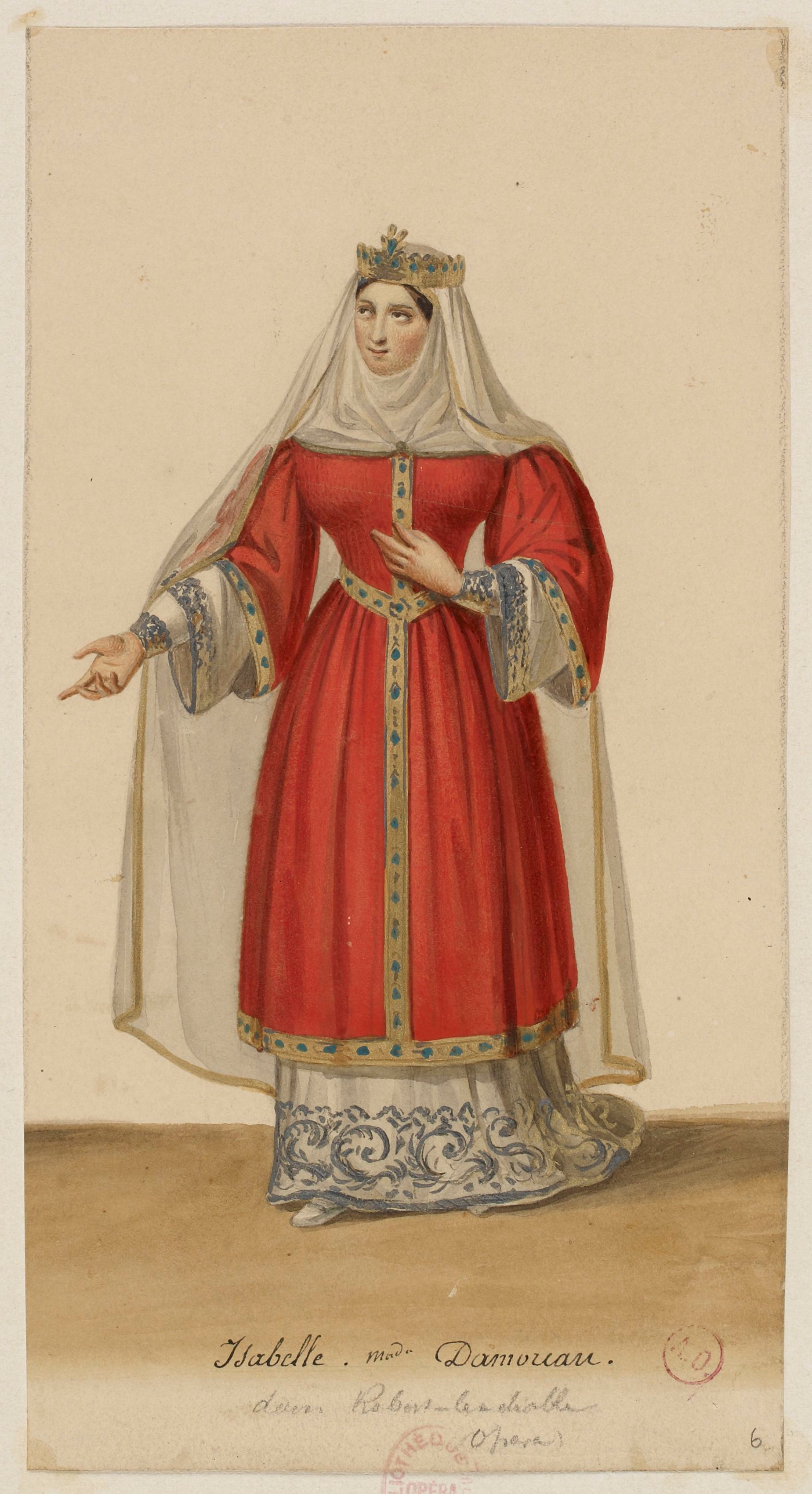
『悪魔のロベール』のイザベル役
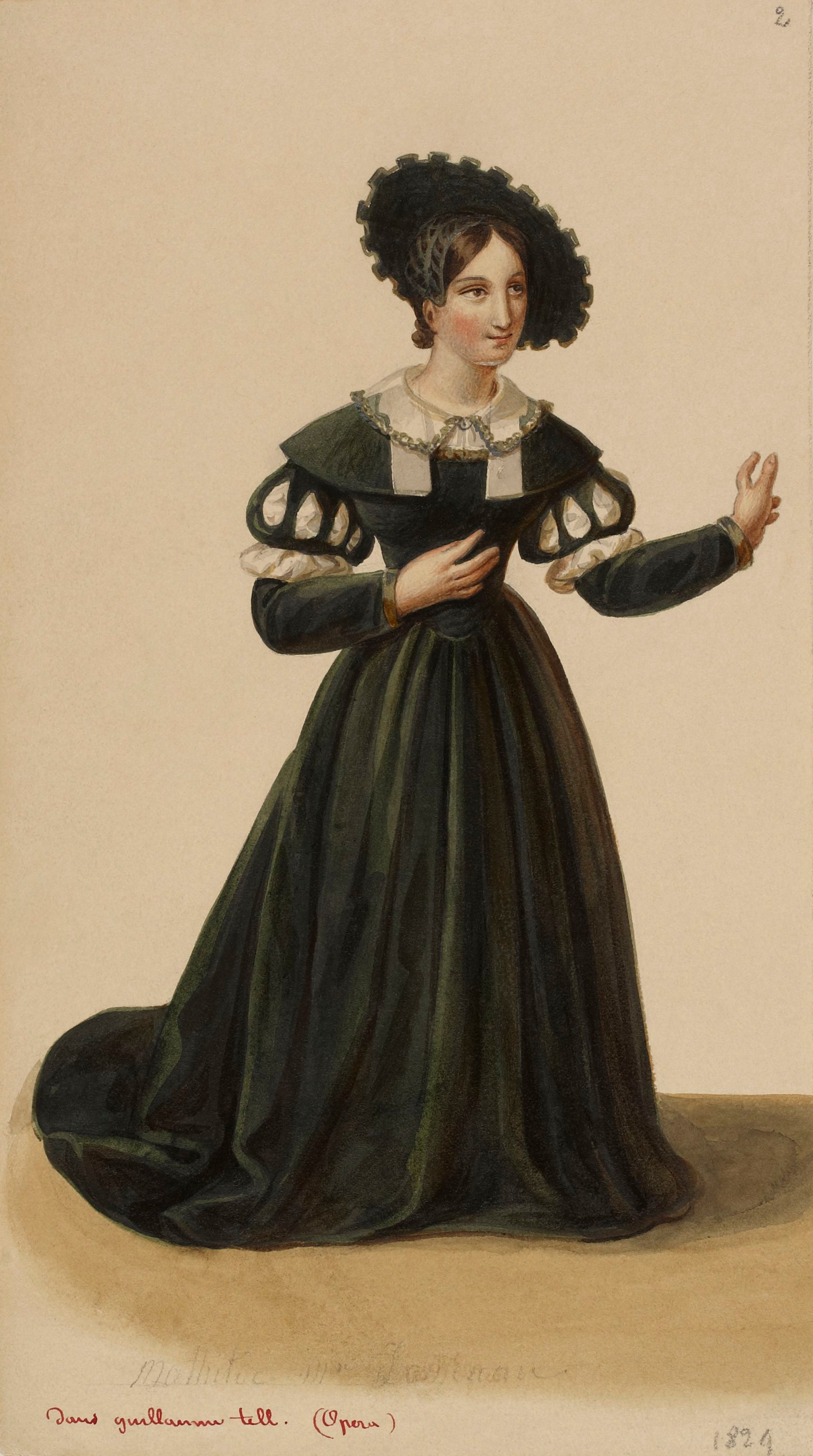
『ギヨーム・テル』のマティルド役
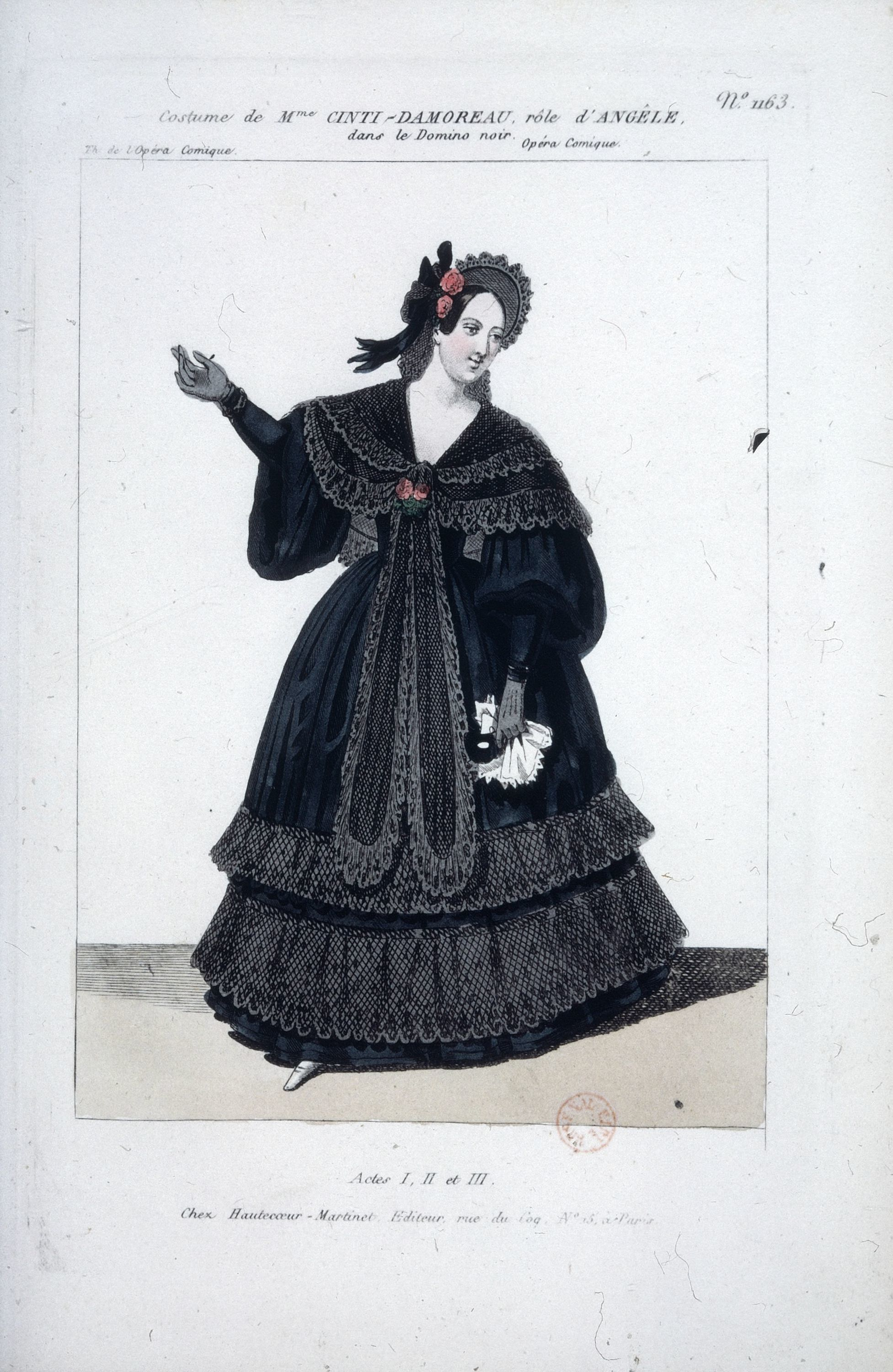
『黒いドミノ』のアンジェル役
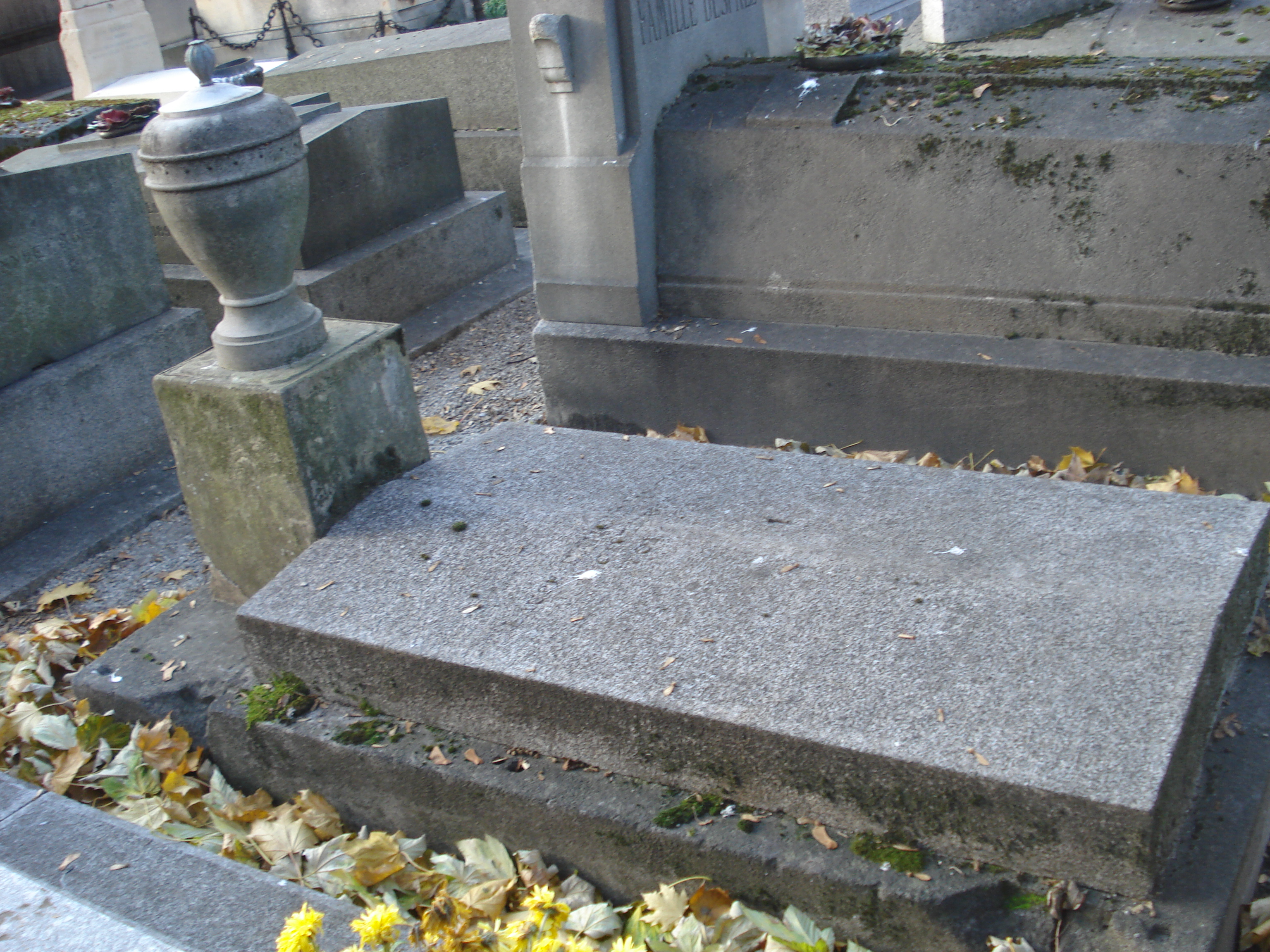
モンマルトル墓地の墓

## その他の主な出演作品
ロッシーニ作曲
- 『アルジェのイタリア女』
- 『湖上の美人』
- 『セビリアの理髪師』
- 『タンクレーディ』
- 『チェネレントラ』